# يان دينغكام
يان دينغكام (بالإنجليزية: Ian Dingman)‏ هو لاعب اللاكروس أمريكي، ولد في 5 ديسمبر 1982 في ديفيريت في الولايات المتحدة.